# Rêver peut-être
Rêver peut-être est une pièce de théâtre de Jean-Claude Grumberg créée en 1998 au Centre national de création d'Orléans dans une mise en scène de Jean-Michel Ribes. Elle est ensuite reprise au théâtre du Rond-Point. La pièce a fait l'objet d'une captation pour la télévision en 1999.

## Argument
Un acteur préparant Hamlet dort. Dans ses rêves, il est mis en accusation par un juge pour « crime d'inhumanité ».

## Distribution
- Pierre Arditi
- Michel Aumont
- Marcel Maréchal
- Chantal Neuwirth
- Pierre Aussedat
- Claire Borotra
- Jean-François Fagour
- Pascal Laré
- Roger Lemus
- Jean-Michel Vénus

## Distinctions
- Molières 1999[2]
  - Molière du comédien dans un second rôle pour Michel Aumont
  - Molière du décorateur scénographe pour Jean-Marc Stehlé
  - Nommé au Molière du comédien pour Pierre Arditi
  - Nommé au Molière de la comédienne dans un second rôle pour Chantal Neuwirth
  - Nommé au Molière du metteur en scène pour Jean-Michel Ribes
  - Nommé au Molière de la meilleure pièce de création